# Liolaemus morandae
Espèce
Statut de conservation UICN

 LC  : Préoccupation mineure
Liolaemus morandae est une espèce de sauriens de la famille des Liolaemidae.

## Répartition et habitat
Cette espèce est endémique d'Argentine. Elle se rencontre dans les provinces de Santa Cruz et de Chubut,. On la trouve entre 600 et 900 m d'altitude. Elle vit dans les prairies où la végétation est dominée par  les Stipa, Senecio filaginoides, Mulinum spinosum et Nassauvia.

## Étymologie
Cette espèce est nommée en l'honneur de Mariana Morando.

## Publication originale
- Breitman, Parra, Fulvio-Pérez & Sites, 2011 : Two new species of lizards from the Liolaemus lineomaculatus section (Squamata: Iguania: Liolaemidae) from southern Patagonia. Zootaxa, no 3120, p. 1–28 (texte intégral).